# Severo di Ravenna
Severo (Ravenna, ... – Ravenna, 1º febbraio 344) è stato il primo vescovo di Ravenna la cui esistenza è documentata; considerato santo dalla Chiesa, il suo culto è molto diffuso in Germania.

## Biografia
Era un laico che svolgeva la professione di lanaiolo. Fu acclamato vescovo di Ravenna intorno al 320. Resse la cattedra episcopale per oltre vent'anni. Fu presente al concilio di Sardica (oggi Sofia) del 343/344.

Fu il primo vescovo ravennate a poter essere sepolto all'interno delle mura, in un sacello costruito vicino alla sua abitazione.

## Culto

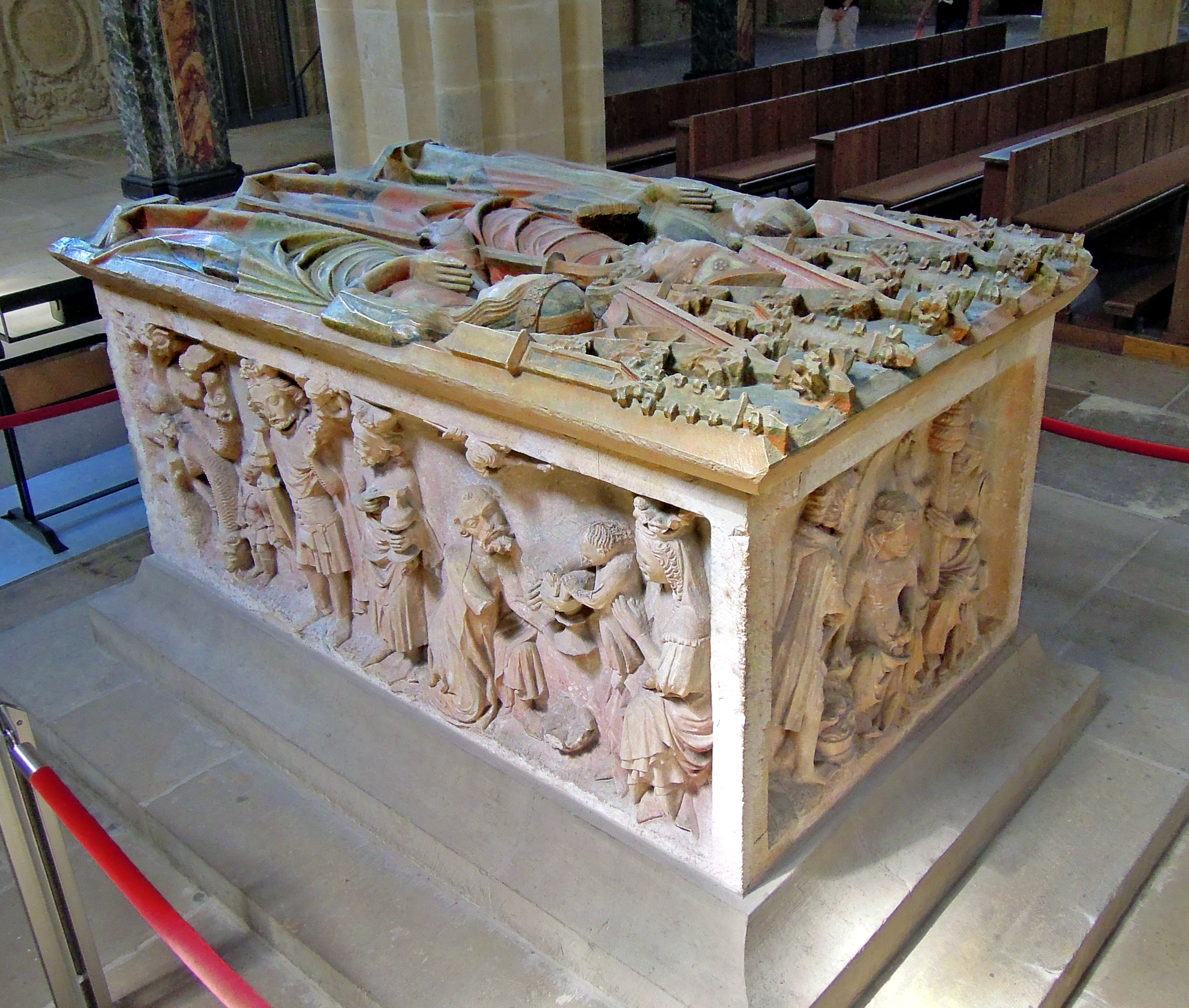
Il Sarcofago del 1365 alla Severikirche di Erfurt.

Proclamato santo subito dopo la morte per via di acclarate virtù taumaturgiche, sono documentate solenne traslazioni dei suoi resti già nel IV secolo. 

"La sua figura fu oggetto di culto a partire dall’età paleocristiana e tale devozione si consolidò dal secolo VI con la costruzione a Classe di una basilica a lui intitolata ed eretta, secondo la tradizione, accanto al monasterium in cui riposavano le sue spoglie".
Nell'824 i corpi di Severo, della moglie e della figlia furono trafugati da un chierico franco, il quale li portò a Pavia e li donò ad Otgario arcivescovo di Magonza, venuto in Italia per concludere un accordo con la chiesa locale. Otgario, ricevute le spoglie, le condusse ad Erfurt in Turingia dove trovarono collocazione nel sarcofago monumentale della Severikirche, sul Domberg, la "collina del Duomo".
Dal Martirologio Romano: "A Ravenna, san Severo, vescovo".